# Церковь Богоматери Страдания
Церковь Богоматери Страдания (ивр. כנסיית גבירתנו הדואבת‎) — армяно-католическая церковь и место христианского паломничества в мусульманском квартале в Старом городе Иерусалима по дороге к Львиным воротам и недалеко от Дамасских ворот, находится недалеко от австрийского странноприимного дома. Она включает в себя комплекс, который имеет армянский странноприимный дом, часовню Богородицы скорбящей и штаб-квартиру Иерусалимского армянского католического патриархата. Церковь находится на третьей остановке Крестного пути на Виа Долороза. Храм построен на месте, где, предположительно, произошла встреча Иисуса Христа с Матерью по дороге к Голгофе.

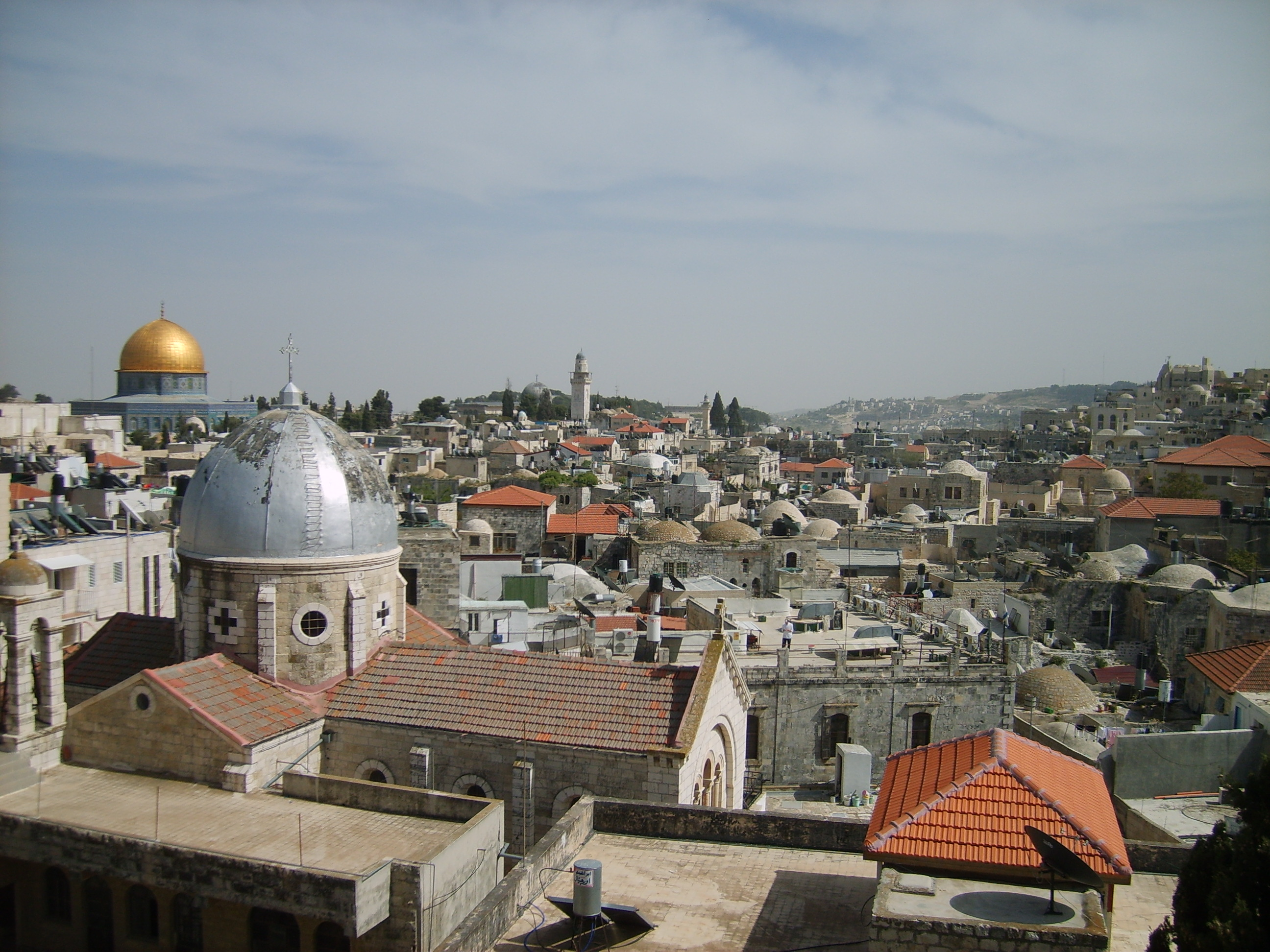
Вид на часовню Богородицы скорбящей, в левом переднем углу видна часовня (Виа Долороза остановка 4) (вид с австрийского странноприимного дома)

## История

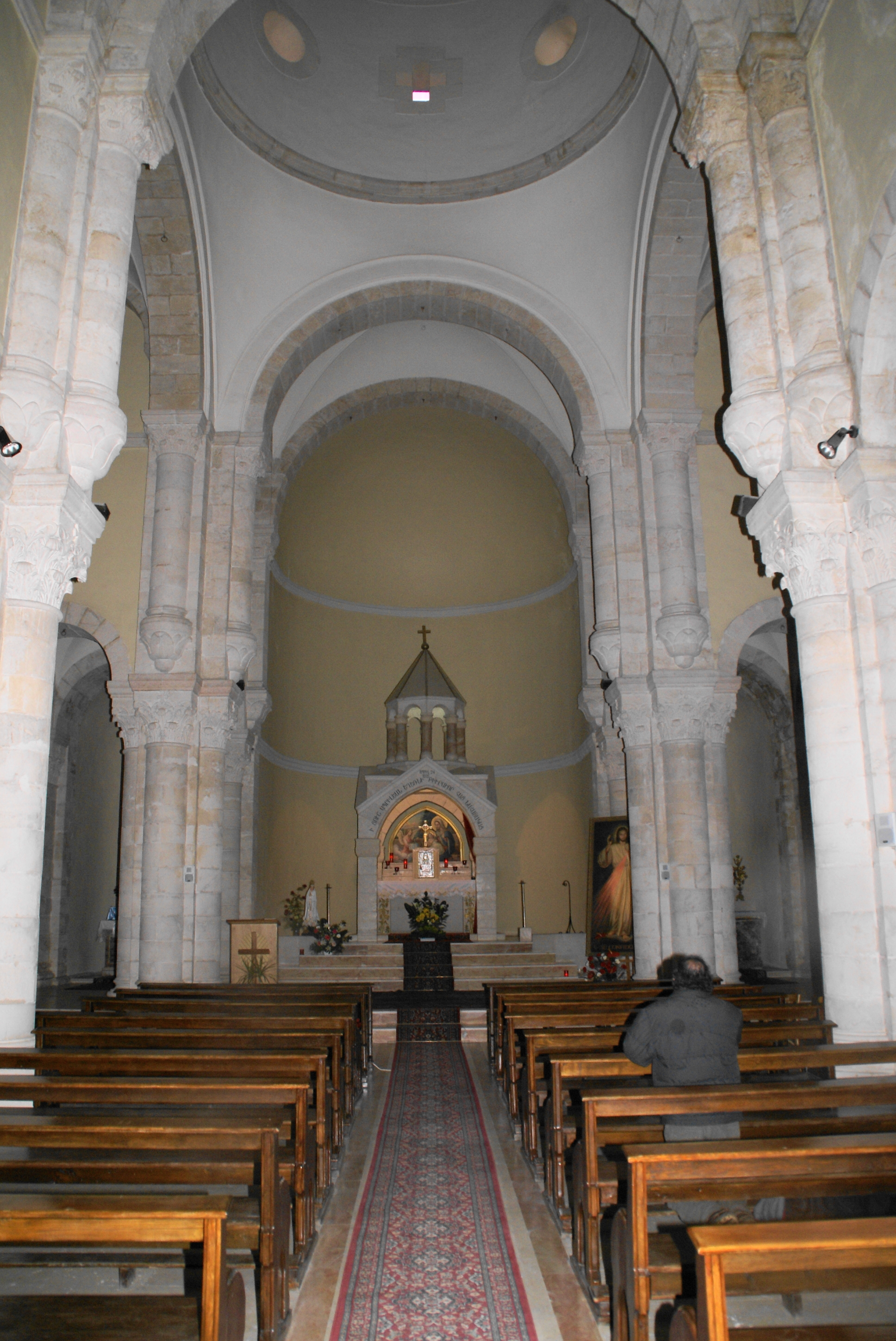
Внутренний вид

В склепе под церковью есть напольная мозаика с IV по VI века, вероятно, оставшаяся от византийской церкви — точное происхождение не установлено.
Первый католический храм был построен на месте византийской церкви ещё в XII-м веке, во времена Иерусалимского королевства. В XIII-м веке церковь отобрали мусульмане. Паломники сообщали о разрушениях в XV-м веке.
В XVII веке остатки церкви были уничтожены и на этом месте мусульмане построили баню «Хаммам аль-Султан».
В 1876 году Армянская католическая церковь выкупила здание и отстроила церковь в 1881 году, используя средневековые остатки церкви в качестве склепа. Храм является типичным зданием левантийских неовизантийских этюдов в форме крестообразной церкви с крестовым куполом.
Церковь Богоматери Страдания была восстановлена усилиями солдат армии генерала Андерса. Высокий рельеф на входной двери показывает встречу матери и сына, он был создан польским скульптором Тадеушем Зелинским, который был офицером этой армии.
Склеп имеет квадратную планировку с куполом держащемся на колоннах и имеет три апсиды. Это показывает типичный архитектурный стиль периода крестоносцев. Выход из склепа находится в боковой часовне церкви.
В XX веке была пристроена новая часовня.
Храм является объектом Всемирного наследия ЮНЕСКО с 1981 года.

## Расположение и функции
Здание включает в себя часовню, посвящённую Деве Марии, и поэтому она названа в честь неё под названием Богородица скорбящая.
Будучи резиденцией армяно-католического Патриаршего Экзархата Иерусалима и Аммана Армянской Католической церкви, Восточно-католической особой церкви sui iuris в полном общении с Папой Римским и Католической церковью, здание церкви имеет статус кафедрального собора. Это учреждение также является армянским странноприимным домом в Иерусалиме.